# بندامونهانغابا
بندامونهانغابا (بالإنجليزية: Pindamonhangaba)‏ هي مدينة، وبلدية في البرازيل، تتبع ساو باولو، بلغ عدد سكانها 126026  نسمة، في 1 أغسطس 2000، تبلغ مساحتها 729.9 كيلومتر مربع، رمزها البريدي هو 12400-000.

## الموقع
تشترك في الحدود مع:
- Campos do Jordão [الإنجليزية]‏
- Tremembé [الإنجليزية]‏.

## أعلام
- لويس غوستافو
- هيلتون موريرا
- أنطونيو موريرا سيزار
- جيرالدو الكمين